# Sainte-Juliette
Sainte-Juliette è un comune francese di 127 abitanti situato nel dipartimento del Tarn e Garonna nella regione dell'Occitania.

## Società

### Evoluzione demografica
Abitanti censiti